# Desa Mondu
Desa Mondu är en administrativ by i Indonesien. Den ligger i provinsen Nusa Tenggara Timur, i den södra delen av landet, 1 500 km öster om huvudstaden Jakarta. Desa Mondu ligger på ön Pulau Sumba.